# 寄生兽角色列表
寄生獸角色列表為日本漫畫《寄生兽》及其外傳及動畫上登場的虛構角色。

## 主角
泉新一（いずみ しんいち）
配音：島崎信長（日本）；鈕凱暘（台灣）；演員：染谷將太（台灣配音：何志威）
人類男性。16歲（漫畫1話至32話）→17歲（漫畫33話至62話）→18歲（漫畫63話至最終話），西高高中2年級（漫畫1話至62話）→重考生（漫畫63話至最終話），動畫則為西高高中3年級。
原本是一名普通的高中生，本性善良、正直，被寄生生物——米奇入侵並取代其右手後，與牠展開共存生活。因忙於解決層出不窮的事件，缺席上課的天數太多，導致要重考。母親被寄生生物殺死並寄生一事使他產生改變，髮型轉變外，心理方面則變得十分鎮定、冷靜甚至是冷血或缺少人性，例如把小狗的屍體扔進垃圾箱，但在發現自己的轉變後努力保留自己作為人類時的感情。動畫前期有戴眼鏡（原作則沒有戴眼鏡），後來被米奇治療後視野變得清晰，不需再戴眼鏡。聽覺亦變敏銳，可以聽到幾棟房子外的鄰居呼喚家中小狗的名字，亦或是先生外遇被太太質問的聲音。
遭被寄生的母親貫穿其心臟，幸得米奇及時所救。復原後的身體因為被米奇改造，擁有米奇原本能力的30%，得到超越人類極限的體能，感官亦變得十分敏銳，卻喪失了部分人類情感，例如母親被殺後，雖然極度悲傷卻又完全流不出淚來。父親受傷後被送到櫻崎醫院，於是買票到沼津乘搭高速船到伊豆的櫻崎，在米奇睡著時一直留在醫院附近戒備著敵人。為保護村野里美會不惜一切。田村死亡之後看見了母親的樣貌後內心空洞獲填補，恢復了情緒而流下了眼淚。後期十分重視作為右手夥伴和朋友的米奇。
故事結尾，米奇選擇沉睡在新一的右手中，過後不久，里美被殺人魔浦上脅持，趕去救援的新一在頂樓與浦上對峙時，浦上威脅要把里美推下去，但新一選擇救里美，於是上前一拳將浦上的下巴打碎，但里美同時也被浦上推下樓，新一奔前同時伸出右手想抓住里美，新一看著里美消失在眼前而痛哭起來，隨後他發現右手有一半懸在頂樓圍牆外，原來他成功抓住了里美，他在心裡默念著「是你嗎…米奇…」。
米奇／右／MIGI
配音：平野綾 / moving effect - Rinka（日本）；穆宣名（台灣）；演員（配音、動作捕捉）：阿部貞夫（台灣配音：官志宏）
寄生在新一右手的寄生生物。在故事一開始，原本要從耳朵潛入取代新一的大腦，但是新一戴著耳機，所以改成從鼻孔進入，可是因新一打噴嚏而再次失敗，後因為急於寄生而鑽入他右手手掌，新一急中生智用耳機線勒住右臂，阻止米奇繼續往上爬，結果米奇在到達腦部前已經成熟，再也無法入侵腦部。由於靠著新一的血液維持生命，因而不像其他寄生生物那樣獵食人類，而新一食量也因此變大。
原先每天只需小睡一段時間，且十分警覺，只要新一受到驚嚇、威脅或同類在300米內出現就會馬上醒來。新一被寄生生物刺穿心臟時為新一急救，然而長時間離開新一身體導致自身出現了變化，出現了同類沒有的弱點；米奇變得每天需要睡眠四個小時，並且突然就會想睡，沒有固定的睡眠時間，且睡著後即使同類接近也不會醒來，成為了致命的弱點。米奇醒著時新一右手的感覺會變得遲鈍，甚至完全沒感覺，睡覺時就會完全接通回路，新一可以自由活動右手。
喜愛看書，而且求知慾旺盛，想了解對生存有幫助的知識。藉口說是為「不讓自己的生存受到威脅」而關心新一，數次險些殺死對新一圖謀不軌的人，還曾提醒新一要注意飲食均衡。在新一失去部分人性的同時，米奇也擁有了一部分感情和人性，在作戰中甚至願意犧牲自己讓新一逃跑。最後經歷過被後藤控制的奇妙感覺後決定永久沉睡。但沉睡不久後，在浦上脅持村野里美時曾暫時醒來，幫助新一拯救里美。
名字「MIGI」是日文「右」的意思

## 新一的親屬
泉一之（いずみ かずゆき）
配音：相澤正輝（日本）；張騰（台灣）
人類男性，44歲，新一的爸爸，原本是雜誌記者，現在是自由作家。與妻子到伊豆旅行時目擊妻子被寄生生物所殺，自己則身受重傷僥倖逃脫，逃脫後打電話告訴新一信子遇到危險，其後暈倒被路人送進醫。向前來看望的新一表示信子行蹤不明，不過被已經得知母親被寄生生物取代的新一捅破謊言。因為不知該如何講述這次事件而沒有與新一提事情的經過，希望新一明白爸爸媽媽還是愛著他的。後向新一講述媽媽被寄生生物殺害的經過。寄生生物組織追殺新一時，被新一懇求先行離家避難。
泉信子（いずみ のぶこ）
配音：笹井千惠子（日本）；林美秀（台灣）；演員：余貴美子（台灣配音：馮艾玫）
人類女性，40歲，新一的媽媽，家庭主婦。右手有一處為保護新一留下的燙傷疤痕。關心新一，感覺比丈夫敏銳，察覺新一被米奇寄生後的改變，並不斷追問新一是否有隱瞞心事。與丈夫到伊豆旅行時，被急需更換肉體的寄生生物見到，因未及時發覺而被殺害，被其佔據肉體。
關於把媽媽殺害的寄生生物，請參考寄生生物「泉信子」。

## 西高學生
村野里美
配音：花澤香菜（日本）；林美秀（台灣）；演員：橋本愛（台灣配音：陳貞伃）
人類女性，西高二年級學生（過去是一年三班的學生，22話中學時代提到希望高中能和新一同班，他們應該是同年級），動畫為三年級。原先是泉新一的青梅竹馬，喜歡對泉新一動手動腳，並相當關心他，後來成為新一的女朋友。性格溫柔內斂，讓人感覺親切容易接近。處事圓潤且有分寸，感覺敏銳。
與泉新一成為男女朋友後，因為某種原因對泉新一的變化產生疑惑，而且自己身邊的事物也發生翻天覆地的變化。由于新一並不想讓她捲入事件中，而一直被新一隐瞒真相。在新一擊敗後藤後，被浦上綁架及從天台推下樓，幸獲新一和疑似米奇所救。
立川裕子
配音：安野希世乃（日本）；石薇（台灣）；演員：山谷花純（台灣配音：林筱玲）
人類女性，西高三年級學生，新一的同班同學（在原作中比新一高一個年級），戴眼鏡，喜歡畫畫。新一的青梅竹馬，有一個當刑警的哥哥。
一開始對島田有好感，後來偶然發現他的臉是假的，決定跟蹤調查發現島田不是人類，起初試圖說服其離開學校並不要殺人，但沒有成功反而遭到攻擊，情急之下將準備好的酸性液體扔過去，使其身體遭到腐蝕，裕子則為了逃生從樓上跳下而身受重傷其後康復。
鈴木秋穗（すずき アキホ）
配音：前田玲奈（日本）
人類女性，新一的同班同學，性格開朗，有雀斑且綁馬尾。暗戀新一，對島田也有好感，把他稱為「秀」。是動畫原創角色，原作中沒有提及。
長井和輝
配音：濱添伸也（日本）；劉傑（台灣）
人類男性，和新一同級的不良少年，遭光夫毆打時，新一經過並勸架。動畫中因喜歡里美而挑釁新一，原作中這部分原是古谷（配音：榎木淳彌（日本）；翁瑞陽（台灣））的戲份。

## 北高學生
君嶋加奈
配音：澤城美雪（日本）；石薇（台灣）
人類女性，北高學生，住在新一的鄰鎮東福山市。喜歡有野性的男生，經常與光夫一起。在一次與西高學生的衝突中，察覺到新一與眾不同，開始關注新一後來喜歡上新一。能夠感覺到寄生生物的接近（本人不知道所感覺到的東西之身分），但寄生生物幾乎無法探測到她。
出於安全考量，新一試圖用自己的右手來證明寄生生物的存在，告誡加奈不要輕易接近，但因右手的米奇睡著而使加奈認為新一在胡說，以自己能從寄生生物中將新一辨別的謊話敷衍過去。為讓新一也能感應她的不同，加奈刻意集中精神發出和寄生生物相同的訊號，但訊號傳送的距離還很短。迫使新一說服米奇讓加奈看他的右手。擅自去找新一的途中探測到寄生生物，以為是新一便獨自前去，發現正在進食的寄生生物隨即逃跑，看見趕來救援的新一時正好被寄生生物刺中身體，新一看到重傷的加奈後，憤怒地打斷寄生生物的肋骨並挖出心臟。但最後加奈因失血過多身亡，新一在抱著加奈的屍身時，無意中看到加奈刻在牆上的字跡，才發現加奈的心意。
光夫
配音：KENN（日本）；翁瑞陽（台灣）
人類男性，北高學生，自認為是加奈的男朋友。曾因加奈靠近新一而嫉妒他，加奈死後因新一完全沒有流淚而替加奈感到不值(事實上是因為新一身體已被米奇改造過，影響了如流淚等情感相關的機能)，因而毆打新一但被新一的實力完全壓制。
矢野
配音：不明（日本）；張騰（台灣）
人類男性，遇到被島田打的光夫後，打算夥同光夫與其他同學一起教訓島田後被新一阻止，自己強壯的身體和高傲態度被新一看出是此次打架的首領，體認到雙方實力的差距後與其他同學撤退。

## 警察和自衛隊相關者
平間
配音：鈴木琢磨（日本）；劉傑（台灣）；演員：國村隼（台灣配音：官志宏）
人類男性，指揮寄生生物特別對策的警部補。在加奈的悼念會上第一次遇見新一並向其打招呼，但新一反應冷淡。
在倉森妻女被殺案件中擔任總負責人，從倉森的報告中知道關於田村玲子和協助者等的情報，並下令尋找倉森藉此找到田村。在調查倉森的物品時發現田村的聯繫號碼，由此找到田村的住址，發現倉森留給田村的資訊後趕往其約定地點，發現被田村打成重傷的倉森，其後找到田村與「協助者」新一，將田村開槍殺死且不要傷到新一，後讓新一與浦上見面進行「對看實驗」。於東福山市政廳攻防戰中負責外環。
山岸
配音：小山力也（日本）；張騰（台灣）；演員：豊原功補（台灣配音：張騰）
人類男性，陸上自衛隊中校。將寄生生物視為害蟲，為東福山市政廳攻防戰的指揮官，負責識別寄生生物和真正作戰的內環。拒絕新一提出採用火焰噴射器的建議。在作戰中將不服從命令的人類射殺，帶領小隊幾乎把市政廳內的所有寄生生物殲滅，但只因後藤一人而形勢逆轉導致小隊被全滅，自己也在天台被後藤斬斷頭顱且拋下樓。在死前對新一的建議感到後悔。
瀧澤（たきざわ）
配音：伊藤榮次（日本）；劉傑（台灣）
人類男性，刑警，負責調查寄生生物。拜訪新一父親，請他不要公開寄生生物的事，拜託由井說明人類與寄生生物的分辨法。
立川輝（たちかわ ハルキ）
配音：橫尾博之（日本）；劉傑（台灣）
人類男性，裕子的哥哥，戴眼鏡。是刑警，負責調查寄生生物。跟裕子一樣喜歡畫畫。原作中沒有名字，只是以裕子哥哥的身份出現。
由井
配音：梅津秀行（日本）；張騰（台灣）
人類男性，負責解剖和分析寄生生物的醫師。說明寄生生物是「會思考的肌肉」，能瞬間變成橡膠般柔軟、有彈性或鐵般堅硬、鋒利。後被瀧澤請到警察廳講述分辨人類與寄生生物的方法，即拔取對方的頭髮，觀察其變化。

## 其他人類
浦上
配音：吉野裕行（日本）；翁瑞陽（台灣）；演員：新井浩文（台灣配音：馬伯強）
人類男性，能從殺人獲得快感的殺人狂，認為殺人是玩樂，受到警方通緝。曾殺過很多人，從某時開始察覺到一些不是人類的人形生物，其實是寄生生物，在跟蹤時發現牠們做著和自己差不多的事，即肢解他人，但警方剛好到場並以為是浦上做的所以把他逮捕。在東福山市政廳攻防戰時趁亂逃走，在結局時再次登場，把里美挾持到天台，最終被新一一拳打碎下顎而救回里美。
宇田守（うだ まもる）
配音：鈴木琢磨（日本）；劉傑（台灣）
人類男性。因為和妻子離婚而在懸崖邊想自殺時，被寄生生物—夏巴寄生。掙扎時落海，被夏巴所救，而能保存自己的大腦，和寄生在下半部臉到胸部的夏巴共存。經常被愛說話的夏巴奪去嘴巴的主導權。是一個感性善良的人，和新一遇見時認為找到同伴而哭個不停，並主動幫助新一報仇，事件落幕後偶爾還會與新一聯繫。
倉森志郎
配音：二又一成（日本）；張騰（台灣）；演員：大森南朋（台灣配音：張騰）
人類男性，生意不佳的私家偵探。正義感很強，尊敬福爾摩斯，喜歡看推理小說。一家三口，有一個名為陽子的妻子及上小學3年級的8歲女兒名為由美，是個幸福的小家庭。
被田村拜託調查新一的事因此對新一很好奇，在跟蹤新一時差點被米奇殺掉，田村要求倉森停止調查並終止委託決定自行調查，後被新一要求保守秘密並不要再跟蹤調查，但得知委託人田村是寄生生物時，便對田村展開調查。認為自己太笨拙於是派阿部跟蹤調查田村，叫阿部跟蹤三木時失去聯絡後請求新一幫忙，在與阿部失去聯絡的地點發現準備進食的寄生生物，目睹新一與寄生生物之間的戰鬥，因此而改變心態對新一說會忘掉這一切。
但卻因其調查的緣故被寄生生物組織盯上，在草野及冰川到倉森家打算把他殺掉時剛好出門避過一劫，但其妻子和女兒被殺死同時偵探事務所也被燒毀。由於知道她們的死與寄生生物有關，於是要求見指揮寄生生物特別對策的警察平間，在報告中提及有位「協助者」幫助他，但沒提到是新一。在報告寫完之後為報仇而奪走田村的孩子，與田村約定在公園見面，在假裝要將小孩從公園高台扔下去時，被田村為保護孩子而殺死，被趕來的警方發現被問及報告中的協助者至死都沒有說出新一的名字。
倉森陽子
配音：藤生聖子（日本）；林美秀（台灣）
人類女性，34歲，偵探倉森志郎的妻子。不知道丈夫在調查關於寄生生物的事，但察覺到他經常發惡夢，詢問他這次調查是否普通的調查。怕他會做一些超出自己能力範圍的工作，告訴他「你只是個小人物嘛，小人物也有小人物的好」，後來和女兒由美被草野及冰川殺死。
阿部
配音：鈴木琢磨（日本）；張騰（台灣）
人類男性，倉森偵探事務所臨時雇用的工讀生，但也不是完全沒經驗的外行人。雖然年輕，但是臨場判斷總是很準確又有耐性，同時逃跑的速度也很快。以前倉森也拜託過他好幾次協助工作，每次他都很感興趣地接下工作。在單純的品行調查跟蹤田村中發現她與三木會面，其後跟蹤三木到「餐館」時被其發現並殺害。
早瀨真樹子（はやせ まきこ）
配音：芹澤優（日本）；石薇（台灣）
人類女性，住在伊豆櫻崎，櫻崎醫院後方民宿老闆的女兒，中學生。
原作中翹課到沼津買東西，剛好和去看望重傷父親的新一乘坐同一班船，為不被在同一班船上的學校老師發現她翹課，而主動跟新一坐在一起，希望裝成情侶並騙過老師，動畫中則是主動關心臉色不好的新一而認識。被新一詢問是否櫻崎的人及知不知道櫻崎醫院。怕會被老師沒收買來的東西，拜託新一暫時把它放在背包替她保管。下船後取回物品，並親自帶新一到櫻崎醫院。喜歡新一，在新一離開櫻崎前邀請他以後再來玩卻被拒絕。
美津代
配音：藤生聖子（日本）；石薇（台灣）
人類女性，在鄉下獨居的老婆婆，說話口無遮攔，但為人親切。以前住在鎮內，老後才因丈夫提議而搬到鄉下，後來丈夫去世。把新一收留在家中，把他當成自己的外甥看待並對他非常親切，每次新一想道謝告辭時都刻意打斷他的話題，嘗試挽留他。最終新一在她的家住好幾天，直到有鎮上的人被後藤殺掉，他提出要前去阻止但遭到美津代反對。後來新一打算偷偷地離開，被美津代發現心知無法阻止他，只好鼓勵他遇到事情時不要放棄，並把生鏽的柴刀借給他。非常擔心新一的安危，祈求丈夫在天之靈保佑他，後來見到柴刀物歸原位，就清楚新一成功且平安無事。

## 寄生生物與相關者

### 田宮良子／田村玲子相關者
田宮良子／田村玲子
配音：田中敦子（日本）；石薇（台灣）；演員：深津繪里（台灣配音：石采薇）
女性寄生生物，因代替松山老師擔任西高高中一年級三班的數學老師和副主任。本身想知道寄生生物的真實身份並融入人類的社會，不會把跟她的社會生活有直接關係的人類當作食物。
本身對新一的情形十分有興趣，介紹A予新一認識並坦言為了進行「寄生獸是否能繁殖後代」的實驗，而跟A發生關係並懷孕，結果孩子是一個完全的人類。A攻擊學校時暗中將A殺死。因未婚懷孕的情況被學校得知而受到批評，於是放棄田宮良子的身份離開學校，更名為田村玲子，建立寄生生物組織創造後藤。
田宮良子的生母在收到校方通知後前來慰問期間，敏銳地察覺到眼前的良子並非自己親生女兒而遭當場殺害。在產假期間委派島田秀雄觀察新一，島田死後雇傭私家偵探倉森調查新一。認為新一是珍貴的樣本而不同意組織殺死他，並繼續觀察新一的行動。由於倉森調查寄生生物，以及新一為幫助倉森而在「餐館」殺死了寄生生物，令田村受到組織的壓力，同意殺死新一和倉森。另一方面令草野等認為其對其他同伴很危險，試圖殺死田村，但被其反殺。後僥倖逃脫的倉森抱走田村的孩子並約定地點見面，而田村同時也將新一一同約出，在與倉森的見面中，將試圖傷害孩子的倉森殺死，之後在與新一的見面中說出自己對寄生生物的理解，但被趕來的警察開槍射擊，田村為保護嬰兒並將其託付給新一後死亡，死前將自己的臉型變化為泉信子的樣貌填補了新一內心的空洞。
A
配音：保村真（日本）；張騰（台灣）；演員：池內萬作（台灣配音：馬伯強）
男性寄生生物，由田宮良子介紹認識新一，與田宮有一個人類的孩子。生性多疑、好戰，對自己的真實身份不感興趣，肚子餓就吃人。不認同新一是同伴，並認為對方會對寄生獸構成威脅需要剷除。
為殺掉新一闖進學校殺害老師與學生。在與新一的打鬥中，由於低估人類戰鬥力，沒考慮到會被反擊而單純進行攻擊，反被新一以椅腳刺中心臟而大量失血，導致肉體不能繼續使用，欲轉移到田宮的身體，尋找田宮時被其殺死。而動畫有明確地畫出田宮在理科準備室放下氧氣瓶把A炸死，原作只在報章及電視中提到不明氣體在四樓的實驗室爆炸，留下大量血跡。
電影中在与新一在魚市場打斗中，元軀體因失血過多陷入瀕死的狀態之際，剧情更改为入侵到剛巧路過的新一媽媽身體重生，延续繼而進入新一家中再次進行襲擊，成功破壞對方心臟後逃去。
島田秀雄
配音：石田彰（日本）；翁瑞陽（台灣）；演員：東出昌大（台灣配音：高銘孝）
男性寄生生物，受田村玲子指派，在新一高二時轉校到西高的三年二班，目的是監視新一，同時接近里美－透過攻擊新一的弱點控制對方。告訴新一他只食用人類吃的食物，實際上會變成別的容貌，到新一的活動範圍外，並在街上覓食。某次無意中發現，新一每天有幾個小時的時間右手反應變得相當微弱。
在校進行觀察期間，被裕子發現是寄生生物的事實，心知不妙而生出滅口的念頭，卻被裕子投擲的酸性液體濺到寄生部分，更因急於變形而把酸性液體捲進體內，使其身體遭到腐蝕陷入意識錯亂，更因此導致到頭部不能變回原型，期間殺害學生、老師和警察，總共17人。最後於大廈天台，被新一在300米外遠距離用石块狙穿心臟位置死亡(電影中改成用弓箭狙穿)，屍體被送到專門機構研究。為免造成恐慌，警方對外公佈犯案的是吸毒少年，而隱瞞他是寄生生物的事實。

### 廣川集團
廣川剛志成為市長後，以他為中心組成了一個寄生生物組織，米奇把其稱為「廣川集團」。起初與田村玲子有合作關係，後來因草野、前澤及冰川對田村作出的私刑而關係決裂。
廣川剛志（ひろかわ たけし）
配音：水島裕（日本）；張騰（台灣）；演員：北村一輝（台灣配音：馬伯強）
男性人類，寄生生物組織的頭目，唯一能理解並支持寄生生物的人類，田村對他感興趣而與其成為同伴。為提供安定的場所讓寄生生物進食而組成寄生生物組織，以達致抑制人口增長的目的。
成為東福山市長是寄生生物組織活動的其中一環，當選後利用市長的權力及地位，在各個人煙稀少的地方設立「餐館／食堂」，讓寄生生物把人類引到「餐館」後安心地捕食。通過選舉擔任東福山市長，宣傳的主題是環境。為競選市長而作演講時，被米奇和新一誤會是寄生生物。
在東福山市政廳攻防戰中，向在場的部隊闡述對寄生生物與人類的看法，提出人類是地球的毒素，需要中和劑來為地球解毒，而寄生生物就是這樣的解毒劑，並說「總有一天，人類會知道『亂扔垃圾』是比『殺人』更嚴重的罪行，總有一天，人類會知道天敵的重要性！」，完全站在寄生生物的角度為他們發聲，因而被部隊認為是寄生生物而開槍殺死，在檢查屍體時才發現他是人類的事實。死前說出人類才是地球的寄生獸，為此作品點題。
後藤
配音：井上和彦（日本）；劉傑（台灣）；演員：淺野忠信（台灣配音：高銘孝）
男性寄生生物，寄生生物組織的一員，田村玲子創造的寄生生物集合體，體內有五隻寄生生物，幾乎遍佈全身。與三木等其餘四隻寄生生物寄生在同一身體，但只有後藤和三木能成為統合者，並只有後藤能夠完全統合全身意識。會彈鋼琴
在廣川為競選市長而作演講時，統合的能力還未穩定。後來統合的能力良好，能在一瞬間統合全身，運動能力極佳。全身可以大面積硬質化，因此不怕槍彈，但是左邊腰部是柔軟的，也是唯一的弱點。
在東福山市政廳攻防戰中收集自衛隊射向他的散彈，並以那些散彈反擊自衛隊，導致山岸的小隊全滅，並殺害了大量自衛隊軍人，使得形勢逆轉。因感覺到疲憊而停止殺戮，並告訴新一會在下次遇到他時把他殺死，新一因此陷入驚恐。三木企圖殺死新一失敗後，由後藤充當統合者，並與新一再次戰鬥，形勢馬上逆轉，可是被新一逃脫。其後後藤再次找到新一並追隨其來到山林中與新一展開戰鬥，後藤以明顯優勢戰勝新一和米奇，並把離開新一身體的米奇吸入自己的身體使用。
後藤在山林裡殺害附近人類，導致新一再次與其戰鬥，在此次戰鬥中新一以在化學廢棄垃圾堆中生鏽的鐵枝刺中其柔軟部位，體內的其他寄生生物察覺到鐵枝上殘留的「毒」正在進入身體想趕快離開，米奇也因而恢復自己的意識，強制脫離後藤的身體，並把牠的幾個重要器官扯碎使其受到重傷，其身體更因其他寄生生物想離開而爆炸，但在爆炸的同時也將毒素排出，當作為統合者的後藤再次召集分散的寄生生物時，被新一殺死。
三木
配音：浪川大辅（日本）；翁瑞陽（台灣）；演員：皮耶瀧（台灣配音：張騰）
男性寄生生物，後藤的右手，與後藤等其餘四隻寄生生物共存於同一身體，寄生生物組織的一員跟米奇一樣，「三木（miki）」這名字來自「右（migi）」。可以成為身體的統合者，但統合的能力不佳，因此米奇感應到三隻寄生生物，全身還沒達成良好默契，會出現自己打自己的情況。運動能力很差，很容易跌倒，跑步的速度也很慢。在寄生生物當中罕有地有豐富的臉部表情，但看起來非常浮誇和輕浮。
新一在「餐館」殺死寄生生物，於是寄生生物組織打算派後藤殺死新一，但三木毛遂自薦希望能讓自己去，牠認為這是一個練習的機會，並得到組織同意，與新一對戰時無法統一全身意識被新一砍下頭顱，後由後藤充當統合者自己則充當右手。
草野
配音：青柳尊哉（日本）；翁瑞陽（台灣）；演員：岩井秀人（台灣配音：何志威）
男性寄生生物，寄生生物組織的幹部，不瞭解人類的事情也不感興趣。
與冰川被派去殺倉森，但那時倉森剛好出門，環境陰暗無法清楚事物，就把他的妻子和女兒殺死，同時把偵探事務所燒毀，後來因殺死其妻女而被田村說教。感覺到田村與同伴不一樣，對其他同伴來說很危險，於是聯同前澤及冰川一起圍攻田村，打算把她殺死。看見半隻田村鑽進前澤的身體時還認為她很愚蠢，感應到前澤被殺後，與被田村佔據身體的冰川對峙，在不注意時被田村從後斬斷身體及頭部後垂死掙扎，跳向田村時被其內藏石頭的手提包撃中枯竭而死。
冰川（ひかわ）
配音：大本真基子（日本）；林美秀（台灣）
女性寄生生物，寄生生物組織的幹部，與草野被派去殺倉森，但那時倉森剛好出門，環境陰暗無法清楚事物，就把他的妻子和女兒殺死，同時把偵探事務所燒毀，後來因殺死其妻女而被田村說教。跟草野及前澤一起圍攻田村，被半隻田村佔據身體的前澤把其騎住，並被從前澤身體出來的半隻田村佔據身體，控制其下半身，草野打算讓她跟田村一起死，因此把其手腳都斬斷，更把頭部斬下來致死。
前澤
配音：鈴木琢磨（日本）；劉傑（台灣）
男性寄生生物，寄生生物組織的幹部。跟草野及冰川一起圍攻田村，認為自己的男性身體在體格上優勝於田村，因輕敵而被半隻田村佔據身體，控制其下半身，並使其騎著冰川，半隻田村從其身體出來時連同其內臟一起扯出來將他殺死。

### 其他寄生生物
夏巴／Jaw
配音：村瀨步（日本）；翁瑞陽（台灣）
寄生在宇田守身上的寄生生物，最初鑽入宇田守的脖子試圖爬向腦部，宇田卻因驚慌而失足跌入海中，在宇田守因溺水而快要死亡時，夏巴選擇優先拯救失去呼吸的身體，暫時與其臉下半部的細胞同化並漸漸成熟，因此而錯失佔領腦部的最佳時機，造成佔領腦部失敗，現在只寄生在宇田守的下半部臉到胸部，和米奇一樣從宿主的血液獲得養分，不需要再去捕食。從看電視中學會說話，說話時會奪走宇田守嘴巴的主導權。和寄生生物「泉信子」戰鬥時，發現其一味在攻擊心臟位置，於是在其觸手貫穿宇田心臟位置的前一刻將心臟和其他重要器官移開，然後裝死，對方因此以為已把夏巴殺掉。最後在新一將要受到其攻擊時，出其不意將其頭顱砍下。
一開始只叫作「巴拉賽（Parasite，意指寄生生物）」，後來因電視機或坊間流傳時也是這樣叫，所以改名成「夏巴（Jaw，意指下巴）」。
寄生生物「犬」
配音：Velo武田（日本）
腦部被寄生的狗，新一和米奇首次遇見的同類，被米奇奪去心臟殺死。原作中是戴著項圈的中型犬，動畫中是穿著狗衣服的小型犬。動畫中叫作「寄生生物犬」。
B
配音：奈良徹（日本）；翁瑞陽（台灣）
男性寄生生物，新一遇到的第一個寄生在人類頭部的寄生生物，與新一會面後砍掉自己的右手想讓米奇移動過來與他合為一體，隨後更想殺掉新一強迫米奇搬過來，但卻被米奇搶先一步殺死。
寄生生物「泉信子」
配音：前田玲奈（原本的女人）、鈴木琢磨（在男人身體中途）、笹井千惠子（移到信子身體後）（日本）；林美秀（原本的女人、移到信子身體後）、劉傑（在男人身體中途）（台灣）
原是頭部被寄生的女人，受邀坐上一想與自己發生關係的男人的車，自己則想吃掉男人。因不懂安全帶的作用，沒把其繫上，導致在遭遇車禍後身體嚴重受損，而男人的身體受到安全帶保護而沒受傷害，因此寄生生物移動到男人身體，但後來出現排斥反應，不能控制排尿，急需換一個同性的身體。 碰巧遇見到伊豆旅行的新一父母，將新一媽媽殺害並移動到她身體上，同時導致新一爸爸重傷，並回到新一家將毫無防範的新一的心臟貫穿。後被幫助新一的宇田發現蹤跡，自己則尾隨宇田並在戰鬥中刺中其心臟位置，認為已將其殺死。之後與趕到的新一戰鬥過程中，被裝死的夏巴出其不意砍下頭顱。

## 資料來源
注釋
1. 1 2  伊豆是日本真實存在的地名，而櫻崎是虛構地名。
2. ↑  米奇說他吃掉了新一的右手，所以叫就好，意思為「右」，音近「米奇／MIGI」。
3. ↑  廣川、後藤、草野、三個人類一起站在台上，而那時米奇告訴新一台上有六隻寄生生物，新一因而誤會那六人，包括廣川全都是寄生生物。事實上那時後藤還未能完全統合體內五個寄生生物的意識[5]，而草野體內也有一隻寄生生物，所以加起來是六隻。
4. ↑  當三木接近新一時，米奇說有三隻寄生生物正在接近，其實三木只能把頭部和雙手統合，而不能統合雙腳，所以加起來總共是三隻，而不是五隻[5]。

出處
1. ↑  單行本第5卷，第68頁，第28話.
2. ↑  單行本第4卷，第25話.
3. ↑  單行本第6卷，第92-93頁，第35話.
4. ↑  單行本第6卷，第191頁，第38話.
5. 1 2 3 4  單行本第7卷，第79-80頁，第41話.
6. ↑  單行本第9卷，第116頁，第55話.
7. ↑  單行本第6卷，第213-214頁，第38話.
8. ↑  單行本第7卷，第36-37頁，第39話.
9. ↑  單行本第7卷，第78頁，第41話.